# 69-я лёгкая артиллерийская бригада
69 лёгкая артиллерийская бригада

## Боевой путь
командир 69 ЛАБР полковник Неверов Анатолий Григорьевич 1899 г/р.
начальник политотдела бригады подполковник Лившиц Яков Аронович 1901г/р.
начальник штаба бригады подполковник Нелида Степан Терентьевич 1905 г/р.
в действующей Армии:
17.02.43 — 04.04.44
06.07.44 — 09.05.45
09.08.45 — 03.09.45
В декабре 1942 года 69-я лёгкая артиллерийская бригада формируется в составе 738-го, 651-го, 612-го лёгких артполков в Горьковском артиллерийском учебном центре, который был расположен в Ивановской области, ст. Ильино, Гороховецкого района в 60 км от г. Горький. В бригаде − 72 орудия ЗИС-3 калибром 76 мм обр. 1942 г.
В артполку — 24 орудия, 2 дивизиона, по 3 батареи в каждом дивизионе. Всего в артполку 6 батарей, по 4 орудия в каждой батарее. В каждой батарее 2 огневых взвода, по 2 орудия в каждом взводе. По штатному расписанию на 25 декабря 1942 года артбатарея ИПТАП РГК в своём составе имела 74 военнослужащих.
738-й лап был образован в результате переформирования 738-го истребительного противотанкового артполка РГК (738-й ИПТАП РГК был образован 14.04.42 в результате реорганизации 738-го артполка ПТО РГК.)
Для транспортировки орудий, снарядов, имущества артполка использовались автотягач: «Виллис» позже «Студебеккер» — 30 шт., ГАЗ-АА (полуторка) — 9 шт., «Додж 3/4» — 4 шт. На вооружении лёгкого арт полка имелось: ПТР-24шт. ручной пулемёт — 12, раций — 24, тел/апп — 45, стереотруба — 9, буссоли — 12 шт. В декабре в 738 лап прибыл рядовой Фаттахов Шакирзян, 1906 г/р, уроженец ТАССР, Таканышского района, д. Уркуш, что 24 км южнее районного поселка Кукмор, проживал с семьёй -жена, дочь в г. Асбест Свердловской области,  рабочий, мобилизован РВК г. Асбест в 1942 г.
15 декабря 1942 г. 69-я лабр вошла в состав 15-й артиллерийской дивизии прорыва Резерва Главного Командования.
С 15 февраля по 28 марта 1943 г. на Северо-Западном фронте в составе 27-й армии. 23.02.-12.03. участвует в боях в районе 18 км юго-восточнее г. Старая Русса поддерживая части 171 и 200 сд по прорыву обороны на участке Сычево-Язвы и развития наступления частями 202. 253 сд и 43 гв сд в западном направлении. с 14-28.03. на южных подступах к г. Старая Русса, участвует в боях за город поддерживая продвижение частей 171, 182 сд и 43 гв сд огнём и колёсами с открытых огневых позиций — прямой наводкой. Полки бригады обеспечили овладение нашими частями н.п. Липовицы, Ново-Липовицы, Горошково и выход пехоты непосредственно к южным окраинам города у н.п. Соболево, Парфеева. 28 марта 15 апд, 69 лабр завершила бои на Северо-западном фронте. Операции в феврале-марте 43г. прорвать оборону противника юго-восточнее, и южнее Старая Русса и овладеть городом успеха не имели.
С 12 апреля 1943 г. бригада на Брянском фронте, в обороне, северо-восточнее Мценска, прикрывает тульское направление. 651 лап в 10 км в районе Кукуевка-Каменских, 738, 612 лап в 20 км в районе южнее д. Бредихино1-е, С 3 мая 1943 г. 15-я адп вошла в состав 2-го артиллерийского корпуса прорыва.
С 11 по 31 июля на Орловском направлении участвует в наступательных боях за г. Орёл, 59 км с восточного направления из района: Вяжи-Завершье, Полевые Вешки. Бригада огнём и колёсами способствует частям 129 и 5 сд прорвать оборону противника на р. Зуша и в овладении опорными пунктами Грачевка-Сетуха,Большой Малиновец, В,Паниковец, Архангельское, ст. Ворошилово, Подмаслово, Фёдоровка, ст. Золотарево, что в 21 км восточнее Орла. В ночь с 24 на 25 июля бригада сменила боевые порядки южнее Золоторево, в район н.п. Новая Деревня, чтобы своим огнём обеспечить форсирование частям 250 и 41 сд реки Оптуха, прорыва обороны противника и развития наступления в направлении станции и д. Становой Колодезь, что в 22 км юго-восточнее Орла. 31 июля 15 адп, 69 Лабр завершила бои за г. Орёл и перебрасывается на правый участок фронта.
1.08.-7.10.43 в боях на Брянском направлении: северо-восточнее, севернее, северо-западнее, западнее и юго-западнее г. Брянска.
С 20 октября 1943 г. 69-я лабр, 15-я адп прорыва на 2-м Прибалтийском фронте, в боях под г. Невель. С 13-19 ноября в 11 км южнее города 69-я лабр участвует в прорыве сильно укреплённой обороны противника.
6 ноября 1943 г. каждый полк бригады получил Боевое Красное Знамя части и грамоту Президиума Верховного Совета Союза ССР за подписью М. И. Калинина.
За бои южнее г. Невель 21 декабря 1943 г. 15-я артиллерийская дивизия прорыва награждена орденом Боевого Красного Знамени и получила почётное наименование «Краснознамённая». 20 ноября 1943 г. 15-я адп, 69-я лабр вышли из состава 2-го артиллерийского корпуса прорыва РГК.
21 ноября 1943 г. на 1-м Прибалтийском фронте, в составе 11-й гв. армии, в 45 км юго-восточнее Невеля, готовится к наступлению на Городокском направлении.
С 13 декабря 1943 г. полки бригады в Белоруссии в боях за г. Городок. С 1 января 1944 г. бригада в боях на Витебском направлении, в 20 км северо-западнее Витебска.
С 26 февраля по 3 апреля 1944 г. на Идрицком направлении в 21 км юго-восточнее г. Идрица: в районе Старица-Подречье и в районе Поплавы-Подкресты-Турлаково.. 
4 апреля 1944 г. 69-я лабр, 15-я адп сняты с фронта. Части ж/д составами направлены в тыл на отдых. С 25 апреля по 26 мая 1944 г. бригада на северной окраине Вязьмы, укомплектовывается личным составом, автотехникой, вооружением.
12 мая 1944 г. 69-я лабр вышла из состава 15-й адп, в которой воевала с 15.02.43 по 03.04.44 и прошла боевой путь на Северо-Западном, Брянском, 2-м и 1-м Прибалтийских фронтах. 15 адп РГК вошла в состав 3-го артиллерийского Ленинградского корпуса прорыва, за бои на Ленинградском фронте с мая по октябрь 1944 г. получила почётное наименование «Ленинградская». С октября 1944 г. по февраль 1945 г. на 2-м Белорусском фронте в боях в восточной Пруссии. С февраля по 9 мая 1945 г. на 3-м Белорусском фронте в боях за г. Кёнигсберг, по блокировке и ликвидации окружённой Землянской группировки немцев. По окончании войны дивизия перебазирована на Дальний Восток, Приморский ВО, под г. Ворошилов, ныне г. Уссурийск. 15-я артиллерийская Ленинградская Краснознамённая, ордена Суворова 2-й степени дивизия прорыва в Советской, а затем и Российской армии базировалась под г. Уссурийск. В 1994 г. после реорганизации-сокращения на базе 15-й адп создана 7020-я БХиРВТ — база хранения и ремонта военной техники.
27 мая 1944 г. 69-я артбригада убывает в Брянский учебный артиллерийский центр под г. Карачев, где с 29 мая по 6 июля занимается боевой подготовкой и совершенствованием огневой выучки.
29 мая 1944 г. бригада вошла в состав 6-й гвардейской артиллерийской дивизии прорыва РГК.
6 июля бригада в составе 6-й гв. адп эшелонами убывает на 2-й Прибалтийский фронт.
14 июля 69 лабр вошла в состав 3-й Ударной армии и располагается в 44 км северо-восточнее г. Себеж.
С 14 по 27 июля участвует в Режицко-Двинской наступательной операции, где взаимодействует с частями 3-й Ударной и 10-й гв. армии по освобождению населённых пунктов Калининской области (г. Себеж и др.)
С 23.07.44 бригада вступила на территорию Советской Латвии. Участвует в освобождении восточных районов Латвии, г. Резекне. Прошла с боями от восточных границ до западных районов Латвии в составе частей 3-й Ударной, 10-й гвардейской, 22-й, 42-й, 6-й гвардейской армий. Участвует в Лубанско-Мадонской, Рижской наступательных операциях, в боях по блокировке и ликвидации Курляндской группы войск противника в составе 1-й Ударной армии Ленинградского фронта.
с 3 августа по октябрь участвует в боях: по прорыву обороны в районе Стети, 70 км западнее Резекне, в боях за г. Крустпилс, форсировании рек Айвиэксте, Арона, боях западнее Лыеграды (Ляудона), за ст. Калснава, г. Виэталва, в боях на Рижском направлении: прорыв обороны в р-не Гравери-Венены, в 100 км восточнее и ближних подступах, в 17 км юго-восточнее г. Рига.
02.09.44 на основании шифрограммы Командующего артиллерией РККА 651-й лап выведен из состава 69-й лабр и направлен на 1-й Прибалтийский фронт, где 11 сентября 1944 г. как 651-й пушечный артполк (пап), в/ч пп 59966, вошёл в состав 201-й отдельной лабр 5 гв. танковой армии и с середины октября в боях в районе юго-западнее г. Добеле.
12.10.44 во время поездки для рекогносцировки нового района в 6 км от Балдоне в районе Смагауши группа во главе с комбригом выехала на минное поле, расположенное в стороне от дороги. Машина комбрига подорвалась на мине. Ранение получили комбриг Неверов А. Г. — в ногу — и разведчик управления Ильин, убиты разведчик 738-го ап кр-ц Фролов Павел Степанович 1904 г/р и радист управления Охин.
Приказом Верховного ГК № 0356 от 13.10.44 6-й гв. артдивизии прорыва за отличные боевые действия по освобождению г. Рига присвоено почётное наименование «Рижской»
с 13.10.44г. 69 Лабр снялась с боевых порядков 17 км ю-вост. Риги и убыла в новый район боевых действий, в 2,5 км западнее Добеле, где с 16-по 22 октября участвует в боях на юго-западном и западном направлении. 22.10.44г. с рубежа 14 км юго-западнее Добеле, 69Лабр перебрасывается на новый участок в район литовского м. Вегеряй. С 27.10. бригада в боях юго-восточнее, западнее и северо-западнее г. Ауце, в направлении на г. Салдус.
02.11.44 у д. Яунземе на восточном берегу реки Ликупе в бою получил осколочные ранения командир 738-го артполка подполковник Левин Абрам Григорьевич, от полученных ран скончался в госпитале. Был похоронен в г. Ауце. Новым командиром 738-го лап назначен подполковник Чикмарев Михаил Петрович, 1901 г/р.
В ноябре бригада в боях в 12-16 км южнее Салдус в районе: Упитэс, зап. Субри, Тылты, Междамниэкас, Топас, Поды. При артобстреле противником боевых порядков 2-й батареи, находящихся на прямой наводке западнее Субри, получил множественные осколочные ранения мой дед ряд. Фоттахов Шакирзян 1906 г/р, орудийный номер артрасчёта 2-й батареи, 1-го дивизиона. От полученных ран скончался 18 ноября 1944 года в 171-м медсанбате 146-й сд. Был похоронен в братской могиле на 9 человек, опушка леса 700 метров южнее х. Юмпровиэши. Позднее в 1944 г. был перезахоронен в 7,6 км ю-в Юмпровиэши в п. Яунауце, в 123 км юго-западнее г. Рига. На воинском братском захоронении покоятся 2178 советских солдат и офицеров, все известны. 17 ноября огневые позиции батарей 738-го лап находились в р-не Аучи, в 4 км зап. х. Юмпровиэши. В декабре 1944 г. — январе 1945 г. бои шли в 14-11 км южнее Салдус, районы: Вимба, Мац, Лидуми, Музикас.
06.02.45 после смены б/порядков 738-го лап в районе северо-западнее Вайньодэ и после получения задач от командующего артиллерии 51-й гв.сд, возвращаясь к своей машине, от артналёта противника, осколками снаряда убит командир 738-го лап подполковник Чикмарев М. П. и начальник разведки 2-го дивизиона 738-го лап ст. лейтенант Горелышев Иван Фёдорович, 1922 г/р. Оба офицера похоронены на площади у вокзала м. Вайньодэ, Либавского уезда. Врио командиром полка назначен начальник штаба 738-го лап подполковник Мурашов Александр Александрович, 1907 г/р.
Командование полком принял майор Гринь Арсений Фёдорович с должности начальника штаба 612-го лап.
С 20-28.02.45 участвует в ожесточённых наступательных боях в составе частей 30-го гв. ск по уничтожению Курляндской группировки, в 5-12 км севернее Приэкуле, в Либавском уезде, в 43 км восточнее Либавы (Лиепая).
С 4 марта в боях по прорыву обороны с рубежа 14 км сев. Ауце в сев-зап. направлении к ж/дороге Салдус — Добеле в обход г. Салдус с восточного направления.
С 01.04.45 в составе Ленинградского фронта, где с 15.04. в составе 1-й Ударной армии блокирует остатки Курляндской группировки противника южнее г. Тукумс.
с 7 по 9 мая, с рубежа 22 км с-зап. Добеле, в р-не зап.. Петертале, участвует в боях по ликвидации этой группировки и занятия нашими войсками крупного населённого пункта г. Кандава.
10 мая 1945 г. 6-я гв. адп выведена из оперативного подчинения 1-й Ударной армии в резерв фронта.
Все части дивизии к 20-00 находились в лесу 3 км юго-восточнее Кандава, где приступили к работе по оборудованию полевого лагеря. После окончания войны с Германией 69-ю лабр перебрасывают эшелонами в составе 6-й гв. адп в Забайкалье, где с 9.08.45 она участвует в войне с Японией в составе 113-го ск Забайкальского фронта. С 15.07.- 02.09. 69-я лабр, преодолев безводные степи Монголии, приграничные укрепрайоны в Маньчжурии, горные хребты Большого Хингана, вышла в центральные районы Китая, в тыл японской армии, уничтожая отходящие части противника.
20.08.45 бригада расположилась на южной окраине Таонань, в казармах кавалерийского полка.
с 12 — 23.09.45 бригада по железной дороге меняет место дислокации в Порт-Артур.
03.10. 69-я лабр выведена из 6-й гв. адп и перебазируется в Приморье в распоряжение командования Приморского ВО.
10.11.45 полки 69-й лабр в полном составе располагаются в г. Акукс, в 8 км севернее г. Ворошилов (Уссурийск).
20.11.45 был получен приказ и новый штат 08/505 по преобразованию 69-й лёгкой артиллерийской бригады в 69-ю тяжёлую гаубичную бригаду разрушения и перевооружению её на 152-мм гаубицы образца 1943 г., в составе 38-й тяжёлой артиллерийской дивизии РГК.
В бригаде будет 4 дивизиона, в дивизионе 4 батареи, по 2 орудия в каждом. Всего 32 орудия.
К 1946 г. 738-й и 612-й лап были расформированы. Знамёна полков переданы на хранение в Центральный музей Вооружённых Сил Советской Армии, г. Москва.